# Solera
|  | Per a altres significats, vegeu «Solera (desambiguació)». |

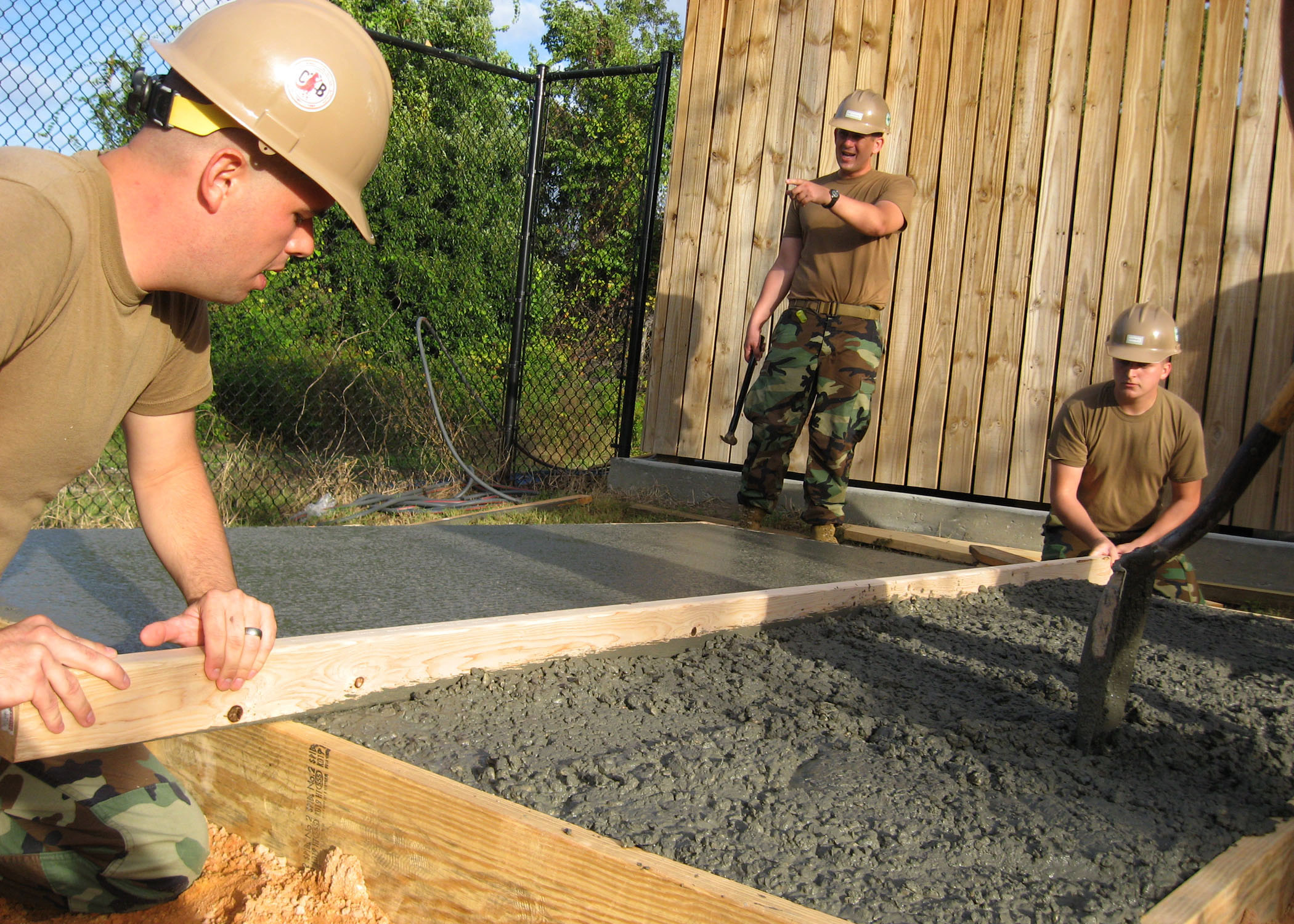
Seabees de la Marina dels Estats Units estenent formigó humit. dins l'encofrat de la solera

La solao solera (del llatí solaria> de solum, sòl), és una capa de formigó molt sovint armat, que s'utilitza com a mediador entre el terreny natural i el sòl o paviment; constitueix el sòl final. És un element constructiu horitzontal que s'adopta per aconseguir un o més dels objectius següents: anivellar una superfície, fent-la perfectament plana; distribuir la càrrega dels elements superiors.

## Constitució

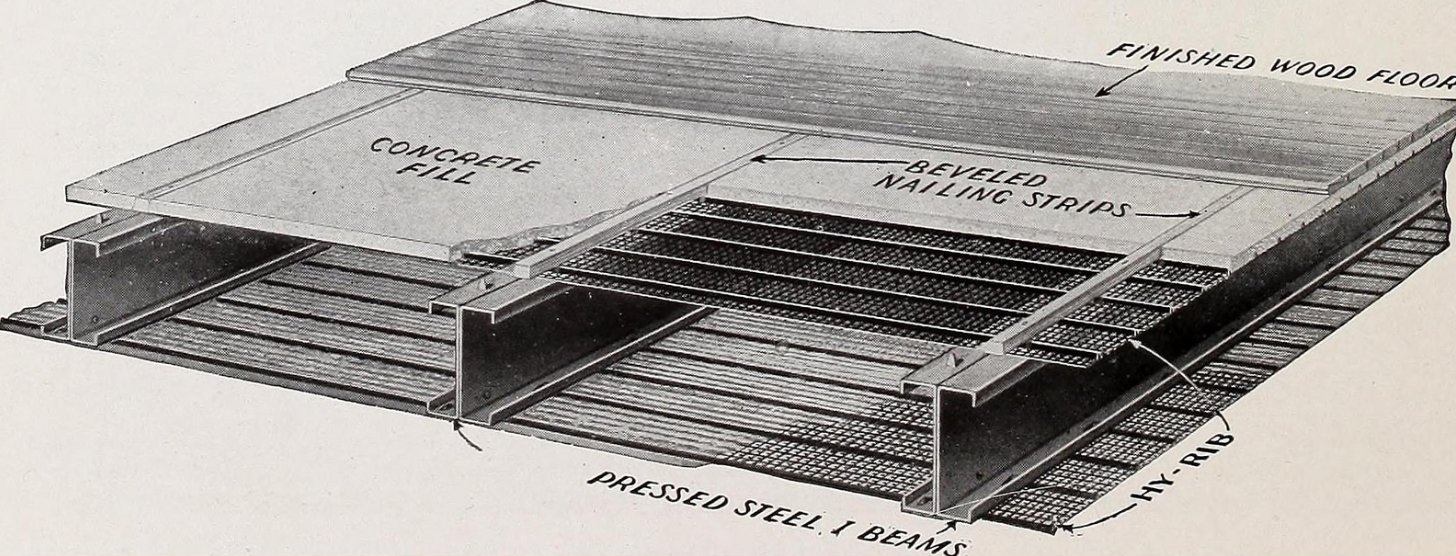
Peces de fusta que actuen com a rails del regle en un recobriment de solera sobre llistons de filferro

En l'antiguitat les soleres es construïen amb pedres planes posades a terra a manera d'una llosa de fonamentació. Per aquest motiu també s'estengui l'ús a les voreres o calçades per on transiten persones o carros rodants, que també eren construïdes amb pedres planes disposades horitzontalment conformant una llosa.
Avui dia aquestes lloses es construeixen amb una capa de formigó horitzontal amb un gruix de 5 a 25 cm que s'aboca sobre un terreny compactat (el gruix dependrà de l'ús a què es destini). Pot ser de formigó armat, per suportar la flexió. Entre el sòl compactat i la capa de formigó, es conforma una altra capa de grava de mida gran, de diàmetre similar i neta. Aquesta serveix per impedir el pas d'humitat del terreny al formigó, per capil·laritat (absorció). També s'empra macadam com a sub-base en les vies públiques.
Aquesta capa de farciment homogeneïtza la superfície de treball, i permet transmetre les càrregues del trànsit des del pis cap al terreny, evitant que alguns moviments a terra per assentament o expansió generin esquerdes al revestiment utilitzat. L'espessor usual és d'aproximadament 10 cm.
- Usualment conté ciment, agregat gruixut (maó triturat o runa), agregat fi (sorra) i aigua. Dosificació: (1:1/8:4:3).
- Generalment, s'utilitza el ciment de paleta, agregat gruixut, sorra i aigua. Dosificació: (1:8:4) a (1

## Solera lleugera
Hi ha també un tipus de solera que empra formigó cel·lular o concret cel·lular. Mentre el solera tradicional posseeix una densitat que pot arribar als 2200-2400 kg/m³, la solera lleugera pesa la meitat o menys (900-1100 kg/m³). Els avantatges d'aquest sistema es basen en la presència de microcèl·lules d'aire a la composició de la mescla que atorguen al producte final unes característiques particulars.

## Exemples
Els gruixos més usats, segons l'ús a què es destini la solera són:
- Sense circulació de vehicles: 10 cm de gruix (formigó+1 armadura) i 10 cm de base (Macadam).
- Amb circulació de vehicles lleugers: 15 cm de gruix (formigó+2 armadures) i 15 cm de base.
- Amb circulació de vehicles pesants: 20 cm de gruix (formigó+2 armadures), 20 cm de base i subbase de llast.

S'han de realitzar juntes de dilatació, de manera perimetral de 5 cm de gruix i creant zones (draps) menors de 100 m². S'han d'emplenar amb un material elàstic.